# آندرس لوره
آندرس لوره (استونیایی: Andres Luure؛ زادهٔ ۲۲ مهٔ ۱۹۵۹) فیلسوف، مترجم و پژوهشگر دانشگاه تالین اهل استونی است.
وی در سال ۱۹۹۳ از دانشگاه دولتی مسکو در رشته ریاضی فارغ‌التحصیل شد، لوره در سال ۲۰۰۶ موفق شد مدرک پی‌اچ‌دی را از دانشگاه تارتو کسب کند.
لوره آثار فلسفی مختلفی از نویسندگانی همچون لودویگ ویتگنشتاین، یورگن هابرماس و گیلبرت رایل را به زبان استونیایی ترجمه کرده‌است.
در سال ۲۰۰۸، لوور توسط مرکز توسعه داوطلبانه استونی به دلیل مشارکت در ویکی‌پدیای استونیایی به عنوان داوطلب سال شناخته شد. همچنین وی در سال ۲۰۱۳ نشان ستاره سفید درجه ۵ را به دلیل مشارکت در ویکی‌پدیا استونیایی دریافت کرد.